# Les Parvenus
Pour plus de détails, voir Fiche technique et Distribution.
Les Parvenus (titre original : The Gaiety Girl) est un film muet américain réalisé par King Baggot et sorti en 1924.

## Synopsis
William Tudor a une dette énorme, ce qui le contraint à abandonner son château familial. Il le vend au millionnaire John Kershaw et se rend à Londres pour rendre visite à sa petite-fille Irene. Pendant ce temps, le neveu de Tudor et le fiancé d'Irene, Owen, se rendent en Afrique du Sud pour superviser les mines d'or de son père. Irene devient choriste au Gaiety Theatre. Là-bas, le fils de John, Christopher Kershaw, tombe amoureux d'elle. Elle ne veut rien avoir à faire avec lui, mais devient désespérée après que son père soit tombé malade. Elle reçoit le message qu'Owen a été tué pendant la guerre et accepte d'épouser Christopher. Juste après le mariage, un Owen vivant se présente au château. Pendant ce temps, un énorme lustre s'écrase sur la tête de Christopher. Il est maintenant tué, ce qui permet à Irene et Owen de se réunir. Owen rachète le château à John et Irene.

## Fiche technique
- Titre original : The Gaiety Girl
- Titre français : Les Parvenus
- Réalisation : King Baggot
- Scénario : Frank Beresford et Melville Brown (adaptation), Bernard McConville d'après une histoire de Ida Alexa Ross Wylie
- Chef-opérateur : Charles Stumar
- Production : Universal Pictures
- Dates de sortie : 
  - États-Unis : 31 juillet 1924
  - France : 14 novembre 1924

## Distribution
- Mary Philbin : Irene Tudor
- Joseph J. Dowling : William Tudor

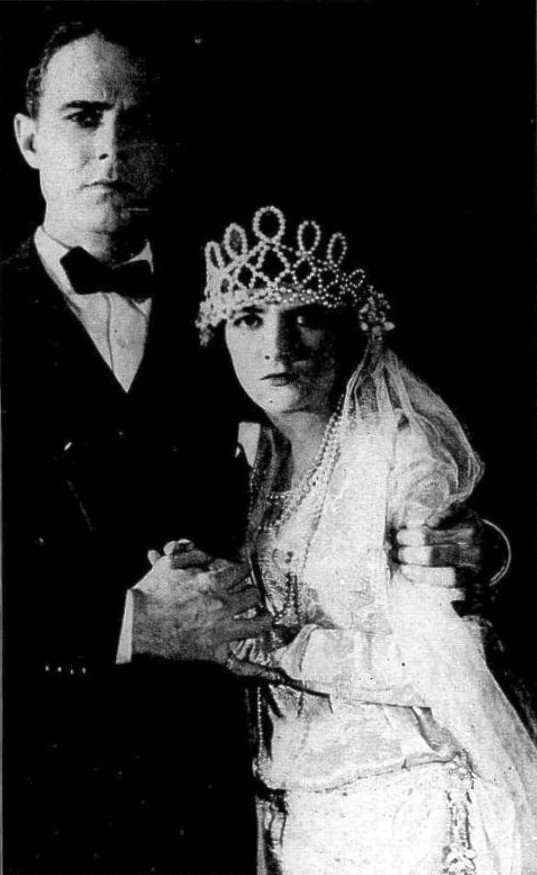
William Haines et Mary Philbin.

- William Haines : Owen Tudor St. John
- James O. Barrows : Juckins
- DeWitt Jennings : John Kershaw
- Freeman Wood : Christopher 'Kit' Kershaw
- Otto Hoffman : Evan Evans
- Grace Darmond : Pansy Gale
- Thomas Ricketts : le Duc
- William Turner : Tracy Andrews
- Duke R. Lee : Archer Smythe
- George B. Williams : Sammy Samuels
- Roy Laidlaw : Rayburn